# 3-я отдельная штурмовая бригада
3-я отдельная штурмовая бригада (укр. 3-тя окрема штурмова бригада, 3 ОШБр) — тактическое соединение Сухопутных войск Украины.

## История
3-я отдельная штурмовая бригада была сформирована на основе подразделения УСН[уточнить], который в свою очередь был сформирован на основе добровольческого отряда территориальной обороны «Азов», который был создан в Киеве 24 февраля 2022 года, в первые часы полномасштабного вторжения. Костяком подразделения стали ветераны ОЗСП «Азов» Национальной гвардии Украины и представители Азовского движения. Создатель и командир бригады полковник Андрей Билецкий.
В составе бригады воевал ранее живший в Одессе Юрий Глодан, семья которого погибла в апреле 2022 года при российском обстреле города. После гибели семьи Юрий пошел служить в ВСУ. Сначала воевал в бригаде Азов, позже перешел в 3-ю бригаду. В ноябре 2023 года было сообщено о его гибели.
14 марта 2025 года бригада вошла в 3-й армейский корпус.

## Участие в боевых действиях

### Другие боевые операции
Бойцы подразделения территориальной обороны «Азов» вместе с другими подразделениями освобождали от армии России Васильков, Ворзель, Ирпень, Бучу, Гостомель, Пущу-Водицу, Лютеж, Горенку, Стоянку и Мощун. 10 марта совместно с 72-й бригадой ВСУ в окрестностях Броваров возле села Скибин устроили засаду и разгромили колонну бронетранспортеров 6-го танкового полка 90-й танковой дивизии РФ. Перехваченные переговоры российских офицеров показали, что ВС РФ потеряли почти целый полк, а его командир, полковник Андрей Захаров, был убит. Также было уничтожено 5 танков и захвачена вражеская документация, в частности, список личного состава 6-го танкового полка. В результате значительных потерь БТГр 6-го танкового полка вместе с БТГр 239-го танкового полка 90-й танковой дивизии были вынуждены прекратить продвижение в сторону Киева и поспешно отступить.
В марте 2022 года под руководством ГУР МО провел тайную операцию для авиапрорыва блокады Мариуполя по доставке на вертолётах в заблокированный российскими силами город подкрепления, вооружения и лекарств для раненых и эвакуацию тяжелораненых бойцов. В частности, для усиления обороны Мариуполя вертолётами было перенаправлено 72 бойцов « Азова». Кроме того, под командованием ГУР состоялась попытка из деблокады Мариуполя. Во время операции из Гуляйполя в сторону Мариуполя отправилось подразделение бойцов на бронетехнике, в том числе и азовке, которая должна была прорваться в город. Но пройдя около 10-15 км, группа вынуждена была отступить.
В апреле 2022 года подразделение было передислоцировано на юго-восток для обороны Украины на Запорожском направлении. За первые две недели пребывания на передовой бойцам удалось уничтожить БТР, танк и взять в плен двух солдат армии РФ. Также 26 апреля 2022 года в ходе одной из боевых операций под Гуляйполем азовцы, вступив в бой с армией РФ, взяли в плен группу ДНРовцев и уничтожили технику солдат. 16 июня 2022 года стало известно, что во время боевого дежурства в Запорожской области боец подразделения псевдо «Бецык» из ПЗРК «Стингер» сбил российский вертолёт Ми-24. 1 августа 2022 года бойцы подразделения уничтожили две вражеских БМП-3.

### Бои за Бахмут
Бойцы бригады участвовали в освобождении Херсона и Херсонской области, а также боях за Бахмут.
9 мая 2023 года бронегруппы 3-й отдельной штурмовой бригады ВСУ, созданной на базе полка «Азов», предприняли контратаку в районе Клещиевки к юго-западу от Бахмута. Наступление украинских войск сопровождалось артиллерийским огнем, корректируемым с дронов, также в бой пошли танки и БМП, что позволило вклиниться в оборону российских войск.
Под Бахмутом бойцы 3-й отдельной штурмовой бригады ВСУ продвинулись вперед и разбили подразделения 72-й омсбр РФ, ликвидировав значительное количество бойцов и техники, как сообщает пресс-служба 3-й ОШБр, украинские военные зачистили от врага территорию длиной 1730 метров и 700 метров вглубь. «При попытке вернуть отбитые ранее украинскими бойцами позиции, подразделения 72-й бригады ВС РФ потерпели поражение — разбиты в хлам», — говорится в сообщении.
В мае 2023 года одни из первых сообщили об удачных наступательных действиях в Бахмутском районе.

### Бои за Авдеевку
После прорыва российской армии в Авдеевке 4 февраля 2024 года, 3-я отдельная штурмовая бригада была переброшена в Авдеевку, где обеспечила отступление гарнизона города.

## Вооружение
- Танки: трофейные Т-90, Т-72ЕА, Т-72М1
- Бронетранспортеры: YPR-765, М113, FV432, Patria AMV
- Боевые машины пехоты: БМП-1 и БМП-1ТС, БМП-2
- Бронированные Боевые Машины: Новатор, HMMWW, MaxPro
- БРДМ-2
- Ракетные системы запового огня: Бастион-1,Бастион-2 и Град
- Самоходные артилерийские системы: 2А65 Мста-Б, 2С19 Мста-С, AS-90
- Буксируемые артилерийские орудия: М119, Д-30 и Д-44
- Системы ПВО: 9К35 Стрела-10 и HMMWW с установленными ракетами Р-73

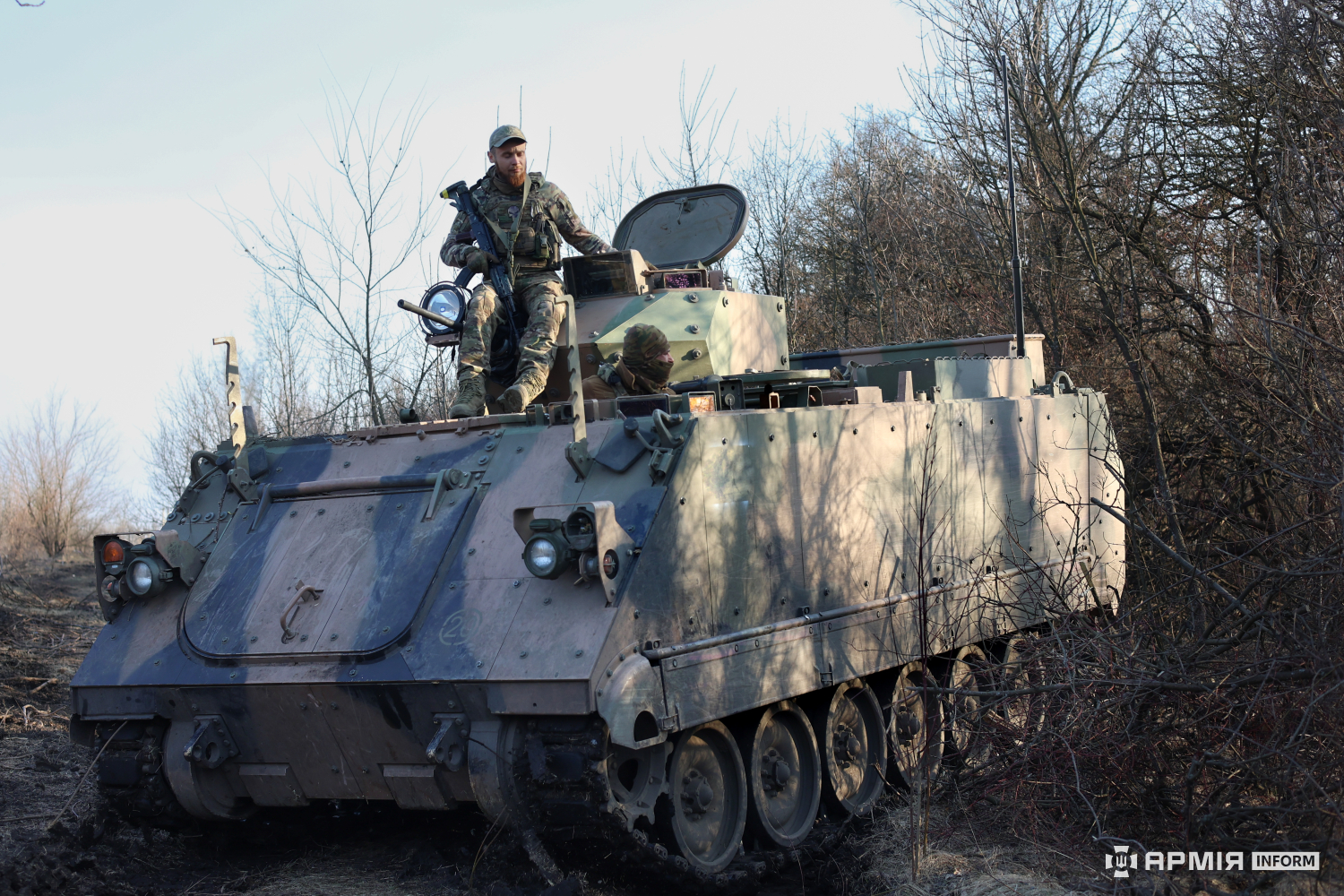
M113AS4 на вооружении бригады

## Структура
По состоянию на 2025 год структура бригады выглядит следующим образом:
- Командование бригады
- 1-й штурмовой батальон
  -  3-я штурмовая рота
  -  2-я штурмовая рота
  -  разведывательно-диверсионное подразделение «Hatred»
  -  узел связи «S6»
- 2-й штурмовой батальон
  -  1-я штурмовая рота
  -  Галицкий взвод
    -  Полоскуны
- Батальон специального назначения «Шквал»
- 1-й механизированный батальон
- 2-й механизированный батальон
- 1-й стрелковый батальон
- 2-й стрелковый батальон
- 1-я миномётная батарея «Mortars»
  -  Разведывательный отряд «Люмьер»
- Танковый батальон 
  - 2-я рота
    - Танковое подразделение «Стальные волкулаки»
- 1-й стрелковый интернациональный батальон
  - Рота «Испанский Шторм»
  - Рота «Змеи»
- Разведывательный отряд «Терра»
- Разведывательный отряд «Крыла»
- Разведывательный отряд «Москитос»
- Разведывательный отряд «Фатум»
- Артиллерийская группа
  -  Батарея артиллерийской разведки
  -  Самоходный артиллерийский дивизион «Команда Выстрел» (2А65 Мста-Б, 2С19 Мста-С и AS-90)
  -  Гаубичный артиллерийский дивизион (M119 и Д-30)
  -  Реактивный артиллерийский дивизион (Бастион-01 и Бастион-02)
  -  Противотанковый артиллерийский дивизион (СПГ-9 и Д-44)
- Зенитный ракетный дивизион
- Группа инженерного обеспечения
- Ремонтно-восстановительный батальон
- Батальон материального обеспечения
- Разведывательный батальон
  - Разведывательная группа «Буря«
- Рота снайперов
- Рота РЭБ
- Рота связи
- Технический центр «Nova»
- Радиолокационная рота
- Рота РХБЗ
- Медицинская рота